# Kannemeyeria
Kannemeyeria ist ein ausgestorbener Dicynodontier aus der mittleren Trias. Fossilien der Gattung wurden bisher in Argentinien, Südafrika, Indien und eventuell auch in Australien gefunden. Wahrscheinlich hatte er eine weltweite Verbreitung, während des Trias waren alle Kontinente im Superkontinent Pangaea verbunden.

## Merkmale
Kannemeyeria erreicht eine Länge von bis zu drei Metern und ein Gewicht von fast einer Tonne. Der Körper war tonnenförmig und schwer, der Rippenkorb sehr groß, Schultergürtel, Becken und Beine waren schwer und massiv gebaut. Die Schnauze war zugespitzt und schmal. Auf dem Kopf bildete das Scheitelbein (Parietale) einen hohen Kamm.
Kannemeyeria gehörte den Dicynodontiern an, einer Gruppe der Therapsiden (früher als säugetierähnliche Reptilien bezeichnet), an. Vermutlich lebten sie in Herden.